# Pakrani
Pakrani is een plaats in de gemeente Sirač in de Kroatische provincie Bjelovar-Bilogora. De plaats telt 109 inwoners (2001).